# Opio del pueblo
La religión es como opio para el pueblo (traducción de la frase original en alemán Die Religion ... Sie ist das Opium des Volkes) es una cita acuñada en 1844 por Karl Marx.

## Obra en la que aparece la cita
La cita aparece en la publicación de Marx Contribución a la Crítica de la Filosofía del Derecho de Hegel (1843: Kritik des hegelschen Staatsrechts) publicada en 1844 en el periódico Deutsch-Französischen Jahrbücher, que el propio Marx editaba junto con Arnold Ruge. Puede leerse, según las distintas traducciones:

La miseria religiosa es a la vez la expresión de la miseria real y la protesta contra la miseria real. La religión es el suspiro de la criatura oprimida, el sentimiento de un mundo sin corazón, así como el espíritu de una situación sin alma. Es el opio del pueblo.

Se necesita la abolición de la religión entendida como felicidad ilusoria del pueblo para que pueda darse su felicidad real. La exigencia de renunciar a las ilusiones sobre su condición es la exigencia de renunciar a una condición que necesita de ilusiones. La crítica a la religión es, por tanto, en germen, la crítica del valle de lágrimas, cuyo halo lo constituye la religión.
La miseria religiosa es, al mismo tiempo, la expresión de la miseria real y la protesta contra la miseria real. La religión es el suspiro de la criatura atormentada, el alma de un mundo desalmado, y también es el espíritu de situaciones carentes de espíritu. La religión es el opio del pueblo.

Renunciar a la religión en tanto dicha ilusoria del pueblo es exigir para este una dicha verdadera. Exigir la renuncia a las ilusiones correspondientes a su estado presente es exigir la renuncia a una situación que necesita de ilusiones. Por lo tanto, la crítica de la religión es, en germen, la crítica de este valle de lágrimas, rodeado de una aureola de religiosidad.

## Origen de la comparación entre religión y opio
La comparación de la religión con el opio no es original de Marx y ya había aparecido, por ejemplo, en escritos de Immanuel Kant, Herder, Ludwig Feuerbach, Bruno Bauer, Moses Hess y Heinrich Heine, quien en 1840 en su ensayo sobre Ludwig Börne ya la
empleaba:

Bienvenida sea una religión que derrame en el amargo cáliz de la sufriente especie humana algunas dulces, soporíferas gotas de opio espiritual, algunas gotas de amor, esperanza y creencia.

Moses Hess, en un ensayo publicado en Suiza en 1843, escribió:

La religión puede hacer soportable [...] la infeliz conciencia de servidumbre... de igual forma el opio es de buena ayuda en angustiosas dolencias

## Interpretaciones de la cita

### Interpretación del término opio
El sentido metafórico en el que la palabra "opio" es usada ha sido interpretado de diversas formas, teniendo en cuenta que el opio no era visto en la misma forma que actualmente. En 1843 el opio estaba disponible legalmente, aunque ya se registraban intentos de regular o limitar su uso o venta, arguyendo efectos negativos en la persona o en la sociedad. De acuerdo con McKinnon, había cuatro sentidos a los cuales podía aludirse con el opio:
1. Era considerado una medicina importante. Fue usado como analgésico, sedante y anestésico y además para tratar el cólera.
2. Fue un motivo de grandes conflictos económicos, políticos y militares, incluso de la guerra del Opio.
3. Era un problema de salud pública y problemas domésticos, debido a su uso por niños o mujeres embarazadas y lactantes.
4. Fue una fuente de las visiones fantásticas de escritores, como Thomas de Quincey[7] y para la poesía romántica, etc.

### Crítica deLa ideología alemana
En la obra conjunta de Marx y Friedrich Engels, La ideología alemana (1846), criticaron la interpretación de la religión como el "enemigo principal" y la limitación de la filosofía alemana que "se limita a la crítica de las ideas religiosas y considera los productos de la conciencia como las verdaderas ataduras de los hombres y por ello al combatir solamente las frases de este mundo, no combaten en modo alguno el mundo real existente, y hacen afirmaciones harto unilaterales sobre el cristianismo.

Y, mientras los franceses y los ingleses se aferran, por lo menos, a la ilusión política, que es ciertamente la más cercana a la realidad, los alemanes se mueven en la esfera del "espíritu puro" y hacen de la ilusión religiosa la fuerza motriz del la historia... Esta concepción es realmente religiosa...

Para Marx y Engels, a partir de 1846, como ya anunciaba Marx en su obra de 1843, la crítica del cielo se transforma así en crítica de la tierra; el objetivo es transformar las condiciones sociales reales y no la lucha "unilateral" contra la religión. Estaban interesados en entender y explicar formas históricas y sociales concretas de religión. Intentaron una visión dialéctica de los fenómenos religiosos: si criticaban reiteradamente el papel ideológico en favor del sistema económico y político, cumplido por las religiones y los jerarcas religiosos, apreciaban a la vez el aspecto reivindicativo de las aspiraciones religiosas y la forma como una y otra vez se convirtió en factor de resistencia y lucha de los oprimidos para cambiar el sistema social. Al respecto las obras de Engels, Las guerras campesinas en Alemania (1850) y Contribución a la historia del cristianismo primitivo, enfatizaron en la forma como diferentes ideas religiosas manifiestan diferentes intereses de clase social. Más recientemente, en 1921 Ernst Bloch publicó la obra Thomas Müntzer, Teólogo de la Revolución en la que con un enfoque marxista, analizó el papel de la religión en el movimiento de liberación de los campesinos alemanes.
Rosa Luxemburgo aunque era atea, en sus escritos, no atacó tanto a la religión como tal, sino más bien a las políticas y programas reaccionarios de la Iglesia, en nombre de su propia tradición. En su ensayo El socialismo y las iglesias (1905), insistió en que los socialistas modernos son más leales a los principios originales del cristianismo, que el clero y las jerarquías cristianas de hoy. Asimismo Antonio Gramsci (1891-1937) destacó las divisiones de clase dentro de la iglesia y afirmó que hay un catolicismo para los campesinos, uno para la pequeña burguesía y trabajadores urbanos, uno para la mujer, y un catolicismo para intelectuales.

### Cambio de papeles
En 1892 Engels llamó la atención sobre lo que consideraba "el último movimiento subversivo bajo el estandarte de la religión", el movimiento de los puritanos y de las diferentes iglesias independientes inglesas durante el siglo XVII. La religión sirvió entonces como ideología de los revolucionarios, por la naturaleza monárquica y reaccionaria de la filosofía materialista de Thomas Hobbes y otros partidarios del absolutismo.
Por otra parte, Gramsci mostró simpatía por el socialista cristiano francés Charles Péguy y se refiere a la importancia que tuvo en su formación revolucionaria, frente al materialismo vulgar de los políticos profesionales:

Nos emborrachamos con ese sentimiento místico religioso del socialismo, de justicia que lo impregna todo […] sentimos en nosotros una nueva vida, una creencia más fuerte, alejada de las ordinarias y miserables polémicas de los pequeños y vulgares políticos materialistas.

Es decir que para importantes marxistas, en condiciones concretas, las ideas religiosas inspiran la lucha contra opresores o explotadores animados por un materialismo vulgar. Aún más radicales al respecto son las ideas del marxista peruano José Carlos Mariátegui, quien describió el espíritu revolucionario como una fuerza religiosa, mística, espiritual, opuesta a la crítica racionalista de los burgueses intelectuales.
En los últimos años, la confrontación de las tesis del neoliberalismo con las de la Teología de la liberación, ha vuelto a poner de presente la inversión de los papeles tradicionales entre materialismo y religión, con respecto a las disputas sociales.

### Religión como sometimiento versus religión como sueño
El marxista analítico Gerald A. Cohen, en su conferencia El opio del pueblo. Dios en Hegel, Feuerbach y Marx señala que existe un malentendido comprensible ya que "se cree erróneamente que lo que [Marx] dijo  es algo así como que los sacerdotes inventan la religión para acallar a las masas que sufren y, por tanto, que son potencialmente rebeldes", esta interpretación se agrava si se entiende además que son las clases gobernantes las que nombran a los sacerdotes para llevar a cabo su "misión analgésica". Para Cohen no son los sacerdotes quienes inventan la religión "es más bien la gente la que crea la religión que acaba por ser su opio. [...] La gente necesita la religión porque habita en un valle de lágrimas". Podría ser bueno para las clases dirigentes que el pueblo sea religioso pero la frase de Marx no dice eso. Según Cohen:

La religión es el sueño de un mundo mejor que vendrá cuando el pueblo se dé cuenta de lo que es la religión. Mostramos a la criatura oprimida lo que significan sus suspiros y entonces y como consecuencia de ello se producirá la revolución. La abolición de la religión trae consigo la liberación humana. La religión es la exigencia para, la promesa de y el obstáculo a esa liberación.